# یوئن سوئنسن
یوئن سوئنسن (دانمارکی: Jørn Sørensen؛ زادهٔ ۱۷ اکتبر ۱۹۳۶) بازیکن فوتبال اهل دانمارک است.
از باشگاه‌هایی که در آن بازی کرده‌است می‌توان به باشگاه فوتبال متس و باشگاه فوتبال رنجرز اشاره کرد.
وی همچنین در تیم ملی فوتبال دانمارک بازی کرده‌است.